# Ferdinand Jan Ormeling sr.
Ferdinand Jan Ormeling sr. (Amsterdam, 12 april 1912 - Lonneker, 1 mei 2002) was een bekende Nederlandse geograaf en cartograaf, die door zijn wetenschappelijke, didactische en organisatorische bekwaamheid nationaal en internationaal grote erkenning verwierf.

## Biografie
Na zijn studie sociale geografie onder leiding van Professor Louis van Vuuren aan de Rijksuniversiteit Utrecht was Ormeling enige jaren leraar bij het middelbaar onderwijs in Hilversum en Den Haag. Na de Tweede Wereldoorlog vertrok hij als oorlogsvrijwilliger naar het toenmalige Nederlands-Indië en deed daar dienst als officier van de inlichtingendienst. Van daar werd hij overgeheveld naar het Geografisch Instituut van de Topografische Dienst in Batavia, waarvan hij de eerste directeur werd. In 1955 promoveerde hij aan de Universiteit van Indonesië in Djakarta op een proefschrift over de ontwikkeling van Timor. Terug in Nederland trad hij in dienst bij de bekende atlas- en schoolboekuitgever J.B. Wolters in Groningen. Hij stichtte binnen het bedrijf het Geo-kartografisch Instituut; in 22 jaar redigeerde hij negen drukken (de 40e in 1959 tot en met de 48e in 1976) van de bekende Grote Bosatlas. Hij verhoogde de wetenschappelijke kwaliteit en de didactische waarde van de Grote Bosatlas onder andere door de introductie van honderden thematische kaarten  en een duidelijker kaartbeeld. Verder moderniseerde hij ook in vijf drukken de Kleine Bosatlas.
Van 1964 tot 1970 was Ormeling hoogleraar in de economische geografie aan de Universiteit van Amsterdam. Ook hier organiseerde hij onderwijs en onderzoek in het door hem gestichte Economisch-geografisch Instituut.

### Delft
Na zijn benoeming tot hoogleraar aan het International Institute for Geo-Information Science and Earth Observation (ITC) in Delft in 1971 kon hij nogmaals zijn organisatorische gaven aanwenden. Voor het bij zijn benoeming ingestelde Cartography Department wist hij een uiterst productief team van divers gespecialiseerde en gemotiveerde medewerkers bijeen te brengen en een hoogstaand onderwijsprogramma op vier niveaus (technician, technologist, bachelor en master) op te stellen. Daarin kwamen thema's als regional planning cartography en automation voor. Zijn afdeling was spoedig de op een na grootste van het ITC. Het aantal aanvragen om toelating van overwegend buitenlandse studenten was vele malen groter dan het aantal beschikbare plaatsen. Door het hoge gehalte van het onderwijs en onderzoek heeft Ormeling de opleiding van de tot dan toe relatief onbekende discipline cartografie gelijkwaardig gemaakt aan de ingenieursopleidingen van het ITC. De opleiding van buitenlandse studenten heeft ertoe geleid dat de kartering in vele delen van de wereld ter hand werd genomen of aanzienlijk verbeterd, een van de doelstellingen van het ITC. Mede door toedoen van Ormeling (zie ook hieronder) behoorde het ITC tot een van de eerste instellingen in Nederland die zich in Chinese belangstelling mochten verheugen. De afdeling Kartografie trad ook toe tot een samenwerkingsverband dat door de vakgroep Kartografie van de Rijksuniversiteit Utrecht was aangegaan met de afdeling Geodesie van de Technische Hogeschool Delft. De afdeling leverde ook bijdragen aan de activiteiten van de Nederlandse Vereniging voor Kartografie zoals studiedagen en zomercursussen voor leraren en andere geïnteresseerden in cartografie.

### Internationaal
Terzelfder tijd bevorderde Ormeling wereldwijd de praktische beoefening van de cartografie gedurende zijn lange bestuurslidmaatschap (23 jaar) van de International Cartographic Association (ICA). Hij was eerst secretary-general en daarna president van de ICA (1976-1984); in die functies heeft hij met veel diplomatie en door zijn oprechte interesse in andere culturen, speciaal van de ontwikkelingslanden, het aantal deelnemende landen aanzienlijk uitgebreid: van 24 tot 59. Van groot belang daarbij waren de ICA-workshops die Ormeling organiseerde in  Nairobi (1978), Djakarta (1980) en Wuhan (1981). Van vele nationale cartografische verenigingen was hij erelid. De ICA toonde haar waardering van zijn activiteiten door hem in 1987 haar hoogste onderscheiding, de Mannerfelt Medaille, te verlenen.
Ormeling bleef zijn origine als geograaf ook trouw. Van 1967 tot 1970 was hij voorzitter van het Koninklijk Nederlands Aardrijkskundig Genootschap. Eerder was hij 10 jaar voorzitter van de in 1957 mede door hem opgerichte Kartografische Sectie het genootschap.

## Publicaties
COMPLETE BIBLIOGRAFIE PROF.DR. F.J. ORMELING SR.
1. De huidige situatie der aardolieontginning in Voor-Azië. Tijdschrift voor het Onderwijs in de Aardrijkskunde, jaargang 18 (1940), p. 145–152.
2. Nieuwe methoden van museumbezoek voor middelbare scholen. Tijdschrift Gymnasiaal en Middelbaar Onderwijs (1942), 2 p.
3. Progress in mapmaking in Western New Guinea. Proceedings of the 16th International Congress of the IGU, Lisbon (1949), 5 p.
4. Introductie van de tentoonstelling van kaarten en luchtfoto's van Nieuw-Guinea vervaardigd door de Topografische Dienst, Batavia. Deze tentoonstelling werd gehouden in het huidige Tropeninstituut in Amsterdam (1949), 4 p.
5. (met G. Milius, D.G. Montagne & B.H. Regenboog), De Depressie van Kerintji, Midden Sumatra. Een geografische verkenning. Batavia (1949), 58 p.
6. (met G. Milius, D.G. Montagne & H.Th. Verstappen), Atjeh, een verkenning op basis van Literatuur en Luchtfoto. Batavia (1950), 65 p.
7. Het visvijverlandschap langs Java's noordkust. T.A.G. (1950), p. 469–488.
8. Agrarische planologie in Indonesia. Geografisch Tijdschrift (1950), p. 199–208.
9. De agrarische situatie op Timor. Geografisch Tijdschrift (1950), p. 241–251.
10. Internationale samenwerking op Kartografisch gebied. Publikasi No. 1, Instituut Geografi Djakarta (1950), 26 p.
11. Progress in map making in Western New Guinea. Proceedings IGU congres Lissabon 1950. 4 p.
12. (met dr. D.G. Montagne), Drie jaren Geografisch Instituut. T.A.G. (1951), p. 1–20.
13. Werkzaamheden op cartografisch gebied van de Verenigde Naties. Tijdschrift van het Koninklijk Nederlands Aardrijkskundig Genootschap (1951) LXVIII, p. 211–215.
14. Versnelde ontwikkeling in Zuidoost-Azië. Geografisch Tijdschrift (1952), p. 63–69, 106-112.
15. Het 17de internationale geografencongres in Washington D.C. Geografisch Tijdschrift (1952), p. 241–249.
16. De groei van de kaart van Westelijk Nieuw-Guinea. T.A.G. (1952), p. 199–224.
17. The Timor Problem. Proceedings XVllth IGU-Congress, Washington, (1952), p. 653–657.
18. Opmerkingen over verkeer en bodemgebruik in West-Java. Geografisch Tijdschrift (1953), p. 29–62.
19. De erfcultuur op West-Java. Geografisch Tijdschrift (1953), p. 97–105.
20. Bodemerosie op West-Java. Geografisch Tijdschrift (1953), p. 153–162.
21. Het transport van de koffie tijdens het Cultuurstelsel. Geografisch Tijdschrift (1953), p. 199–206.
22. De theecultuur in West-Java. Geografisch Tijdschrift (1953), p. 207–212.
23. De Tji Tarum en het welvaartsplan West-Java. Geografisch Tijdschrift (1953), p. 261–266.
24. De huidige stand van de ontginning van delfstoffen in Zuid-Azië. Tijdschrift voor Economische en Sociale Geografie (1953), p. 224–228 en 264-271. Ook in het Engels verschenen onder de titel 'The present status of the exploitation of minerals in Southeast Asia'. Ekonomi dan Keuangan (1953), p. 1–19.
25. The Timor Problem, A geographical interpretation of an underdeveloped island. Groningen, 1955. Thesis for Doctor's degree, 250 p. Second Edition, 1957.
26. In de periode 1955-1964 wandkaarten ten behoeve van het onderwijs in de aardrijkskunde van 1. De Wereld, 2. Europa, 3. Werelddelen buiten Europa (Azië, Afrika, Australië, Noord- en Zuid-Amerika), 4. Nederland, 5. Provincies van Nederland, 6. Nederlands Nieuw-Guinea, 7. Suriname.
27. Opmerkingen over zee- en luchtverkeer en over de export in Indonesia. Geografisch Tijdschrift (1956), p. 164–171.
28. Minahasa: producent van kopra en kruidnagel. Geografisch Tijdschrift (1956), p. 241–252.
29. Nieuwe mogelijkheden in de praktische cartografie. Geografisch Tijdschrift (1957), p. 11–16.
30. Enige nadere gegevens over de Angelvallen. Geografisch Tijdschrift (1957), p. 225–228.
31. Motivering voor het bijeenroepen van de Eerste Nederlandse Kartografendag. In: J.E. Romein, Verslag Eerste Nederlandse Kartografendag, Amsterdam, 1958.
32. (met C. Koeman), Enige opmerkingen over de praktijk van de terreinschaduwing. T.A.G. (1959), p. 317–321. Gezamenlijke bewerking van Hölzel's inleiding tijdens Kartografendagen te Doorn, 1959.
33. Atlas der gehele aarde. 40e druk. Groningen: Wolters, 1959.
34. Atlas der gehele aarde. 41e druk. Groningen: Wolters, 1961.
35. De Wolters' Wereldatlas. Groningen, 1961. Nederlandse licentie-uitgave van Der Grosse Bertelsmann Weltatlas, Gütersloh, B.R.D.
36. Atlas der gehele aarde. 42e druk. Groningen: Wolters, 1963.
37. Kleine schoolatlas der gehele aarde. 50e druk. Groningen: Wolters, 1963.
38. Opmerkingen bij de vernieuwing van Goode's atlas. Geografisch Tijdschrift (1963), p. 18–24.
39. Atlas der gehele aarde. 43e druk. Groningen: Wolters, 1964.
40. Autokaarten. Geografisch Tijdschrift (1964), p. 162–170.
41. Kleine schoolatlas der gehele aarde. 51e druk. Groningen: Wolters, 1964.
42. (met J.E. Romein) Vragen uit de Tweede Kamer over de spelling van geografische namen. Geografisch Tijdschrift (1964), p. 130–135.
43. Open kaart. Inaugurele Rede. Universiteit van Amsterdam, 1965, 24 p.
44. Atlas der gehele aarde. 44e druk. Groningen: Wolters, 1966.
45. Exit Geografisch Tijdschrift Oude Stijl. Geografisch Tijdschrift (1966), p. 241–246.
46. Attendance at Technical ICA meetings. IGU Bulletin 12 (1966), p. 41–42.
47. Kleine schoolatlas der gehele aarde. 52e druk. Groningen: Wolters, 1966.
48. Negentig Jaren Grote Bos 1877-1967. Groningen, 1967. Brochure, 8 p.
49. De derde Internationale Kartografen-Conferentie. Geografisch Tijdschrift (1967), p. 75–80.
50. Bij de opening van het Economisch lnstituut voor de Bouwnijverheid. In: E.I.B., De derde periode. Amsterdam, 1967, p. 14–20.
51. Atlas der gehele aarde. 45e druk. Groningen: Wolters, 1967.
52. Werkgroep Kartografische terminologie. Geografisch Tijdschrift (1967), p. 165–167.
53. De spelling van buitenlandse geografische namen. Geografisch Tijdschrift (1967), p. 165–167.
54. Beschouwingen bij het optreden van het nieuwe bestuur. Jaarverslag KNAG (1967), p. 3–8.
55. In memoriam Sir Dudley Stamp. Geografisch Tijdschrift (1967), p. 6–9.
56. Terugblik op de bestuursperiode van Prof. dr. L.F. de Beaufort. Geografisch Tijdschrift (1968), p. 287–291.
57. De Grote Bosatlas. 46e druk. Groningen: Wolters, 1968.
58. Tien jaren Kartografische Sectie (1958-1968). Geografisch Tijdschrift (1968), p. 383–399.
59. Enige algemene beschouwingen over het Koninklijk Nederlands Aardrijkskundig Genootschap. Jaarverslag KNAG (1968), p. 5–10.
60. Four years ICA 1964-1968. IGU Bulletin 20 (1969), p. 38–49.
61. In memoriam Prof.Dr. J.P. Bakker. Geografisch Tijdschrift (1969), p. 201–203.
62. De Kleine Bosatlas. 53e druk. Groningen: Wolters, 1969.
63. In memoriam Jacob Schokkenkamp. Geografisch Tijdschrift (1970), p. 81–84.
64. Voorwoord op Systematisch Register op het Tijdschrift van het KNAG, Jaargangen 1961-1966. Leiden: 1970, p. Ill-IV.
65. Kartopoesie. Kaartbulletin 24 (1970), p. 32.
66. Ter nagedachtenis van Jacob Brummelkamp. Geografisch Tijdschrift (1970), p. 385–388.
67. Indrukken van Italiaanse cartografendagen. Kaartbulletin 23 (1970), p. 10–12.
68. Afscheid Directeur Topografische Dienst. Kaartbulletin 24 (1970), p. 8–10.
69. Goed voorbeeld van de Polen. Kaartbulletin 24 (1970), p. 28–30.
70. Ten afscheid aan Prof. Dr. H.D. de Vries Reilingh. Geografisch Tijdschrift (1971), p. 289–290.
71. Een Duits Kaartbulletin. Kaartbulletin 26 (1971), p. 17–28.
72. De Grote Bosatlas. 47e druk. Groningen: Wolters-Noordhoff, 1971.
73. De nationale atlas van de Verenigde Staten. Kaartbulletin 25 (1971), p. 21–22.
74. Participation of ICA in IGU Regional European Conference in Budapest, 1971. IGU Bulletin 22 (1971), p. 38–39.
75. De Kleine Bosatlas, 54e druk. Groningen: Wolters-Noordhoff, 1971.
76. Preface to H.Th. Verstappen, A geomorphological reconnaissance of Sumatra. Groningen, 1972, p. I-Ill.
77. Report on the International Cartographic Association, 1968-1972. Bulletin of the International Geographical Union 23 (1972) 2, p. 65–74.
78. Toponymy. ITC-Lecture Notes for C2-students. Enschede, 1972, 25 p.
79. Vote of thanks to Kartographisches Institut Bertelsmann. International Yearboek of Cartography XIII (1973), p. 15.
80. In memory of Stéphane de Brommer. ITC-Journal (1973) I, p. 175.
81. Turbulent Cartography. Inaugural Address ITC. ITC-Journal (1973) I, p. 13–37.
82. Introduction of Kirschbaum Verlag as publisher of the International Yearboek of Cartography. 1973, p. 15.
83. In memoriam Prof. Dr. Jan 0.M. Broek. Geografisch Tijdschrift (1974), p. 403–407. Ook verschenen in het Engels in Tijdschrift voor Economische en Sociale Geografie (1975), p. 3–5.
84. 25 years ITC: A triple celebration: 17th December 1973. ITC-Journal (1974) I, p. 65–70.
85. De Kleine Bosatlas, 55e druk. Groningen: Wolters-Noordhoff, 1974.
86. Cartography in ITC and in ICA. In: Japanese Map 12 (1974) 1, p. 18–21.
87. History and significance of the Multilingual Dictionary of Technical Terms in Cartography. ITC-Journal (1974), p. 705–708.
88. John Shearer leaves the ITC. ITC-Journal (1974), p. 279–281.
89. A triple celebration, 17 december 1973. ITC journal (1974) 1, p. 65–69.
90. (met Allan Brown), Geo-statistics for Cartographers. ITC-Lecture Notes. Enschede, 1974, 85 p.
91. Profiel van de cartograaf Erwin Raisz. Kaartbulletin 37 (1974), p. 10–12.
92. La Toponymie. Revue Belge de Cartographie (1974), p. 3–4.
93. Progress in the ICA. ITC-Journal (1975), p. 161–163.
94. ICA - A critical Appraisal. Nachrichten aus den Karten- und Vermessungswesen, Sonderheft Festschrift Knorr (1975), p. 97–107.
95. A Dutch Cartographic Association. Canadian Cartographer 12 (1975), p. 222–223.
96. (met E.S. Bos & C.A. van Kampen), Proceedings of the Seminar on Regional Planning Cartography. Enschede, 1975, 295 p.
97. Das ITC-Ausbildungsmodell von Kartographen für die Entwicklungsländer. Kartographische Nachrichten 25 (1975), p. 213–224. Ook in het Engels onder de titel: The ITC Model for Cartographic Education. ITC-Journal (1976), p. 367–399.
98. Trefwoorden Kaart en Kartografie in Winkler Prins Technische Encyclopedie. 1976, 7 p.
99. The ICA Commissions and Working Groups and their terms of reference. IGU-Bulletin (1976) I, p. 159–171.
100. De Grote Bosatlas. 48e druk. Groningen: Wolters-Noordhoff, 1976.
101. (met R.J.M.J. Bertrand), Atlas Cartography. ITC-Lecture Notes for C2- and C3-students. Enschede, 1977, 30 p.
102. An Appeal for Solidarity. International Yearbook of Cartography XVII (1977), p. 7–15.
103. The International Cartographic Association 1972-1976. International Yearbook of Cartography XVII (1977), p. 21–31.
104. De cartografische opleiding aan het ITC. Kartografisch Tijdschrift (1977) III.1, p. 17–20.
105. Some trends in modern cartography. Nederlands Geodetisch Tijdschrift (1977) 8, p. 145–148.
106. Honderd Jaar Bosatlas. Kartografisch Tijdschrift (1977) III.4, p. 15–26.
107. In Memory of Vice-President Maxim Ivanovitch Nikishov (1903-1977). International Yearbook of Cartography XVIII (1978), p. 13–14.
108. Selectie van de belangrijkste gebeurtenissen op cartografisch gebied in Nederland in de periode 1958-1978. Kartografisch Tijdschrift (1978) IV.3, p. 18–21.
109. Einige Aspekte und Tendenzen der modernen Kartographie. Kartographische Nachrichten 28 (1978) 3, p. 90–95.
110. De professionalisering der Kartografie. Kartografisch Tijdschrift (1978) 3, p. 5–16.
111. Professor K.A. Salichtchev: Honorary Fellow of the ICA. Canadian Cartographer 15 (1978) p. 100–104.
112. The Bos Atlas, A centenarian bestseller. Canadian Cartographer 15 (1978) 2, p. 106–113. Ook in International Yearbook of Cartography XIX (1979), p. 104–113. Ook in het Chinees vertaald in Cartographic Material II (1978) 12, p. 1–12. Uitgave van het Wuhan-College of geodesy, photogrammetry and cartography.
113. Discours d'ouverture de la 9e conference de l'ACI. Bulletin du Comité Français de Ia Cartographie 78 (1978), p. 107–110.
114. Welcome address to the Seminar on Computer-assisted Cartography held in Nairobi, Kenia 1978. In: Computer-assisted Cartography, edited by L. van Zuylen, ICA publication, Enschede, 1979, p. XII-XV.
115. In Memory of Vice-President Leszek Ratajski (1921-1977). IGU-Bulletin 20 (1979), p. 157–159.
116. Annual Report of the ITC, 1978. ITC-Journal (1979), p. 1–24.
117. Aufgaben der Internationalen Kartographischen Vereinigung (IKV). In: Kartographische Aspekte der Zukunft, Bielefeld, 1979, p. 9–30.
118. The purpose and use of national atlasses. Cartographica, Monograph 23 (1979) p. 11–23.
119. Cartography courses at the ITC. Bulletin of the Society of University Cartographers (1979) 13, p. 37–48.
120. Closing Address of the IXth Technical Conference of the ICA, University of Maryland, USA. International Yearbook of Cartography XIX (1979), p. 19–23.
121. Report of the second U.N. Regional Cartographic Conference for the Americas, Mexico City 1979. ITC-Journal (1980), p. 364–369.
122. In memoriam Brig. R.A. Gardiner. IGU Newsletter (1980), p. 104.
123. Exonymen: Obstakels voor internationale standaardisering. Kartografisch Tijdschrift (1980) VI.1, p. 25–31. In het Engels verschenen in ITC-Journal (1980) 1, p. 162–177 onder de titel: Exonyms, an obstacle to international communication.
124. The International Cartographic Association: An Information Paper. The American Cartographer 7 (1980), p. 5–19.
125. A Nemzetközi terkepeszeti tarsulas feladatai tevekenysege (Tasks and activity of the International Cartographic Association). Földrajzi Kzlemenyek (1980) 1-2, p. 103–109.
126. Address on the occasion of the presentation of the Mannerfelt medal to Dr. Carl M.son Mannerfelt during the Annual Convention of the Swedish Cartographic Society. IGU-Bulletin XXXII (1981) 2, p. 53–56.
127. Kartographie im Wandel - Aspekte von Gegenwart und Zukunft. Kartographische Nachrichten 31 (1981) 4, p. 125–139.
128. ICA honours Professor Sandor Rado. Cartographica 18 (1981), p. 79–83.
129. The President's Opening and Closing Addresses at the 10th International Conference on Cartography, Tokyo 1980. Cartographica 18 (1981), p. 68–79.
130. ICA Teaching Seminars in the Third World. Cartographica 18 (1981), p. 112–113.
131. Address on the occasion of the presentation of the Mannerfelt Medal to Professor A.H.Robinson. American Cartographer 18 (1981), p. 110–112.
132. (met W. Weber & R. Groot) Report on the International Cartographic Seminar on Computer Cartography at Wuhan, China, 1981. Nachrichten aus dem Karten- und Vermessungswesen Reihe II, Heft 40, p. 141–167.
133. The United Nations and the standardization of geographical names. Chinese Proceedings of the ICA-Seminar in Wuhan, China (1981) I, p. 1–10. *Uitgave van het Wuhan-College of geodesy, photogrammetry and cartography.
134. Een geodetisch ingenieur als bruggebouwer. Kartografisch Tijdschrift (1981) VII.3, p. 9–12.
135. Achievements in Polish Cartography. ITC-Journal (1982) 2, 8 p.
136. Final Project, Valedictory Address. Enschede, 1982. 24 p.
137. Herman Verstappen: Indefatigable geomorphologist / explorer. ITC-Journal (1982) 3, p. 228–231.
138. Een kwart eeuw KS/NVK - Nakaarten en vooruitzien. Kartografisch Tijdschrift (1983) IX.4, p. 51–73.
139. The eleventh international Cartographic Conference in Warsaw, Poland 29 July - 4 August. International Cartographic Yearbook (1983) XXIII, p. 7–19.
140. Cartography in the computer age - Keynote address at the opening session of Auto-Carto VI. Cartographica (1984) 21, p. 1–9.
141. ICA-Rendex-vous on the Southern Hemisphere. International Cartographic Yearbook (1984) XXIV, p. 7–22.
142. Geography - Cartography: changing relations. National Report 1980-1984 van de Nederlandse Vereniging voor Kartografie (1984), p. 45–49.
143. Geografie - cartografie: veranderlijke relaties. Kartografisch Tijdschrift (1984) X.3, p. 46–49.
144. The pilot training course in toponomy in Indonesia. Names (Journal of the American Name Society) (1984) 4, p. 443–449.
145. Honderd jaar ambtelijke kaartvervaardiging in Rotterdam. Kontakten 16 (1985) 5, p. 2–15.
146. Tribute to Justus Perthus. Geojournal 13 (1986) 4, p. 413–416.
147. Eduard Imhof: talentvol en geleerd. Kartografisch Tijdschrift (1986) XII.3, p. 15–18.
148. In memory of Eduard Imhof 1895-1986. ICA-Newsletter (1986) 8, p. 1–2.
149. De cartografenschool in de Panamakanaalzone. Kartografisch Tijdschrift (1986) XII.4, p. 35–39.
150. Ir. L. van Zuylen verlaat het ITC. Kartografisch Tijdschrift (1987) XIII.2, p. 22–23.
151. Willem F. Heinemeijer, Een onversaagd kaartgebruiker. Geografisch Tijdschrift (1987) 1, p. 13–16.
152. Het pijlsymbool op historische bewegingskaarten. Nederlandse Geografische Studies (1987) 31, p. 275–290.
153. RoIf Bohme 70 Jahr. Kartografische Nachrichten (1987) 1, p. 29–39.
154. F.J. Ormeling 75 jaar -Van steengravure tot microcomputer. Kartografisch Tijdschrift (1987) XIII.3, p. 21–27.
155. 25 years iCA - 1959-1984. Enschede, 1987, 140 p.
156. Honderdjarige National Geographic Society als kaartproducent. Kartografisch Tijdschrift (1988) XIV.4, p. 21–23.
157. Konstatin Alexewitch Salichtchev - baanbrekend cartograaf. Kartografisch Tijdschrift (1989) XV.1, p. 11–14.
158. Triangulatie, opneming en kartering in voormalig Nederlands-Indië. Kartografisch Tijdschrift (1989) XV.2, p. 37–48.
159. Mapping the former Netherlands Indies. Abstracts of the papers presented at the 13th International Conference on the History of Cartography, Amsterdam, 1989, p. 60–63.
160. (met F.J. Ormeling jr.) The Bos Atlas and geography teaching in The Netherlands. Tijdschrift voor Economische en Sociale Geografie (1989) 1, p. 58–62.
161. Atlasredakteur G.F. Willems neemt afscheid. Kartografisch Tijdschrift (1990) XVI.4, p. 15–17.
162. Appeasing the Dutch hunger for maps. ICA-Newsletter (1991) 17, p. 17–18.
163. Aldert Bus: 45 jaar atlaskartografie. Kartografisch Tijdschrift (1991) XVII.2, p. 17–18.
164. (met R.P.G.A. Voskuil) Facsimile uitgave van de Atlas van Tropisch Nederland. Kartografisch Tijdschrift (1992) XVIII.1, p. 28–33.
165. Emil Meynen und die IKV. Festschrift Emil Meynen: aus Kartographie und Geographie (1992).
166. (met A. Donker, A. Bus & M. Anstadt) De wereld volgens de Bosatlas. Groningen: Wolters-Noordhoff, 1992. 217 p.
167. Commotie rond Nederlandse toponymen. Kartografisch Tijdschrift (1992) XVIII.3, p. 22–25.
168. Justus Perthes - Europa's oudste cartografische uitgeverij. Kartografisch Tijdschrift (1992) XVIII.4, p. 35–39.
169. De kartering in voormalig Brits- en Nederlands Indië. Kartografisch Tijdschrift (1993) XIX.3, p. 17–28.
170. Kaarten in de rechtzaal: een historisch nadrukproces. Kartografisch Tijdschrift (1994) XX.1, p. 47–52.
171. (met H. Donkers) De roerige geschiedenis van het 80-jarige Panamakanaal. Geografie (1994) 6, p. 25–29.
172. De Verenigde Naties en de standaardisering van aardrijkskundige namen. Kartografisch Tijdschrift (1995) XXI.2, p. 25–33.
173. Het veranderend kaartbeeld van Java's Oosthoek. Kartografisch Tijdschrift (1996) XXII.1, p. 7–10.
174. J.J.K. Enthoven 1851-1925; inspirerend promotor van de kartering in voormalig Nederlands-Indië. Kartografisch Tijdschrift (1996) XXII.2, p. 7–14.
175. Brieven van P.R. Bos, initiator van de Bosatlas: Er moest haast gemaakt worden. Geografie Educatief (1996) 4, p. 36–38.
176. ITC-vijfentwintig jaar Kartografische Afdeling. Kartografisch Tijdschrift (1996) XXII.4, p. 7–14.
177. De rol van het KNAG bij de openlegging van Tropisch Nederland. NVK-publicatiereeks (1997) nr. 22, p. 41–47.
178. ITC Cartography Department: the first 25 years. Seminar Proceedings ITC (1996), p. 7–19.
179. Plannen voor een Museum der Erde te Gotha. Geografie (1997) 6, p. 44–45.
180. Op zoek naar de oorsprong van het ITC. Geografie (1998) 1, p. 42–43.
181. De reizen van Samuel van der Putte. Caert-Thresoor (1998) 1, p. 11–14.
182. Een monografie over Celebes. Geografie (1998) 4, p. 24.
183. KNAG vooraan bij openlegging Tropisch Nederland. Geografie (1998) 5, p. 22–28.
184. Kartografie zonder grenzen. Geografie (1999) 5, p. 2 (over Maastricht).
185. Het nieuwe gezicht van Caert-Thresoor. Caert-Thresoor (1999) 3, p. 53–56.
186. Mapping British India / the Netherlands East Indies, a comparison. NVK publicatiereeks (1998) 26, p. 31–35.
187. Mijlpalen in de ontwikkeling van de schoolatlas. Geografie-Educatief (1999) 3, p. 21–25.
188. Meester Gerrit Prop, veelzijdig didacticus. Geografie-Educatief (1999) 3, p. 21–25.
189. Hermann von Rosenberg, onderschat onderzoeker en cartograaf. Kartografisch Tijdschrift (1999) XXV.3, p. 5–10.
190. In memoriam W.F.Heinemeijer. Kartografisch Tijdschrift (1999) XXV.4, p. 43.
191. Kartographie im Wandel. Kartographische Nachrichten (2000) 1, p. 7–10.
192. Van Internationaal formaat, Jan Broek. In: B. de Pater (red.), Een tempel der kaarten, Utrecht: 1999, p. 186–187.
193. De residentiekaarten van Java en Madoera. Caert-Thresoor (2000) 19-2, p. 45–49.
194. Ton Pannekoek. Kartografisch Tijdschrift (2000) XXVI.4, p. 5–6.
195. Alexander Rado (1899-1981), prominent cartograaf. Kartografisch Tijdschrift (2000) XXVI.4, p. 18–20.
196. In memoriam Harold Fullard. ICA News (2001) 36, p. 3.
197. In memoriam Olof Hedbom. ICA News (2001) 37, p. 3.
198. Daly waters. Geografie (2002) 1, p. 24.
199. In memoriam Byrne Goodrick. ICA News (2002) 39.
200. Jan van Roon (1872-1930), veelzijdig, kritisch topograaf. Caert-Thresoor (2002) 21-2, p. 47–49.
201. Nur leer scheinende Karten ... Kartografisch Tijdschrift (2002) XXVIII.4, p. 7–8.

## Collecties
Ormeling was een groot verzamelaar van studieboeken, monografieën, congresverslagen op cartografisch gebied. Zijn verzameling omvatte veel belangrijke cartografische publicaties uit alle delen van de wereld. Na zijn overlijden heeft zijn familie de kostbare collectie aan het ITC geschonken. De "Ormeling collection" wordt beheerd door de bibliotheek van het ITC en wordt aangevuld met nieuwere uitgaven. Zijn eveneens grote atlassenverzameling is samen met die van zijn zoon Ferjan Ormeling ondergebracht in de kaartenzaal van de Universiteitsbibliotheek van de Universiteit Utrecht.